# República de Saugeais
La República de Saugeais (en francès: La République du Saugeais) és una micronació situada a l'est de França, al departament de Doubs, a la regió Borgonya - Franc Comtat. Va ser proclamada en 1947.

## Geografia
És situat en la serralada del Jura. Comprèn les onze comunes de Les Alliés, Arçon, Bugny, La Chaux (Doubs), Gilley, Hauterive-la-Fresse, La Longeville, Maisons-du-Bois-Lièvremont, Montflovin, Ville-du-Pont, i la seva capital Montbenoît. Es troba al costat de la frontera amb Suïssa.

## Història
A mitjan segle xii, Landry, senyor de Joux, finança una abadia a la vall superior del Doubs, i va lliurar la terra a Humbert, arquebisbe de Besançon, que va convidar a monjos agustinians de Sant-Maurice-d'Agaune (Valais, Suïssa) al fet que s'hi assentessin. Els monjos van venir amb colons dels Grisons i Savoia que van portar els seus idiomes locals, els quals seguien sent àmpliament utilitzats a la vall a principis del segle xx. En arribar van trobar una ermita, Benoit, i l'abadia va rebre el seu nom.
L'abadia, construïda per un monjo anomenat Norduí, va ser col·locada sota la regla de Sant Columbà, i romania sota control dels senyors de Joux. En 1508, es va establir el sistema del commende, pel qual els abats percebien un lloguer però no vivien a l'abadia. El més famós d'aquests abats commendataire va ser Ferry Carondelet, que havia estat al servei de l'Emperador Carles V i era coneixedor del Renaixement italià, que va decorar l'abadia. Aquesta va ser tancada en 1723.
En 1947, el senyor Ottaviani, prefecte del departament de Doubs, va anar a Montbenoît per assistir a un esdeveniment oficial. El prefecte tenia un esmorzar a l'hotel Abadia de Montbenoît, propietat de Georges Pourchet, i aquest li va preguntar: Té vostè un permís per entrar a la República de Saugeais? En demanar el prefecte detalls sobre la república misteriosa, Pourchet es va inventar una història sobre el terreny. El prefecte va seguir la broma designant Pourchet com a president de la República Lliure de Saugeais.
Pourchet va morir en 1968 i la seva esposa Gabrielle (1906-2005) va ser elegida presidenta de la República en 1972. Després de la seva elecció, la presidenta Gabrielle Pourchet va designar un primer ministre, un secretari general, 12 ambaixadors i més de 300 ciutadans honoraris. Una cançó humorística, escrita en el dialecte local (patois) per Joseph Bobillier en 1910, va ser adoptada com a himne nacional de la República, i el coronel Henri de St Ferjeux va crear una bandera i un escut en 1973. Jean Delpech va gravar un segell postal admès pel Servei Postal francès que commemora la República en 1987, i va ser creat un bitllet de banc en 1997 coincidint amb els 25 anys de Gabrielle Pourchet en la presidència, admetent-se al «territori» de la República per a compra de records en l'Oficina de Turisme.
Gabrielle Pourchet va morir el 31 d'agost de 2005 als 99 anys. Fou succeïda per la seva filla, Georgette.

## Presidents
| 1947-1968   | Georges Pourchet          |
| 1972-2005   | Gabrielle Pourchet        |
| des de 2006 | Georgette Bertin-Pourchet |